# Copsychus fulicatus
Copsychus fulicatus là một loài chim trong họ Muscicapidae.

## Hình ảnh

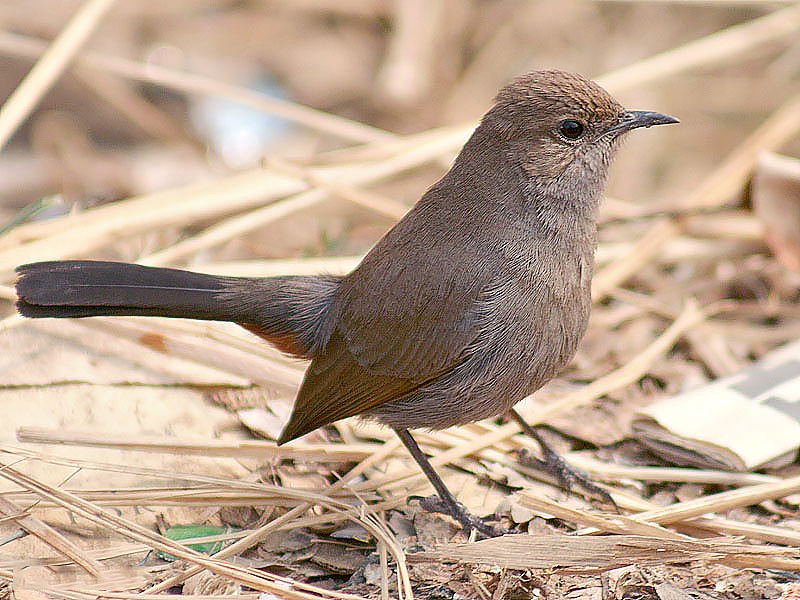
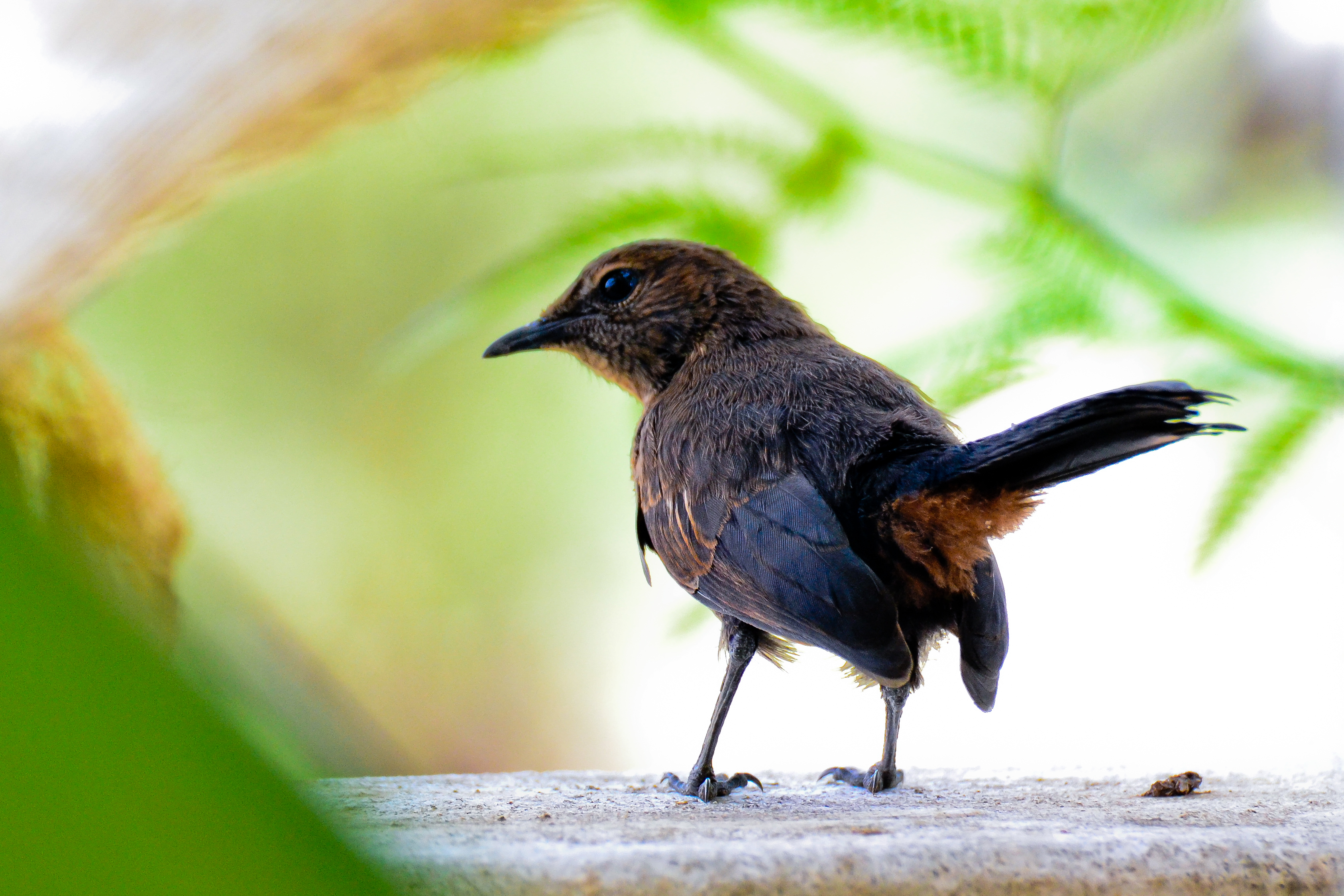
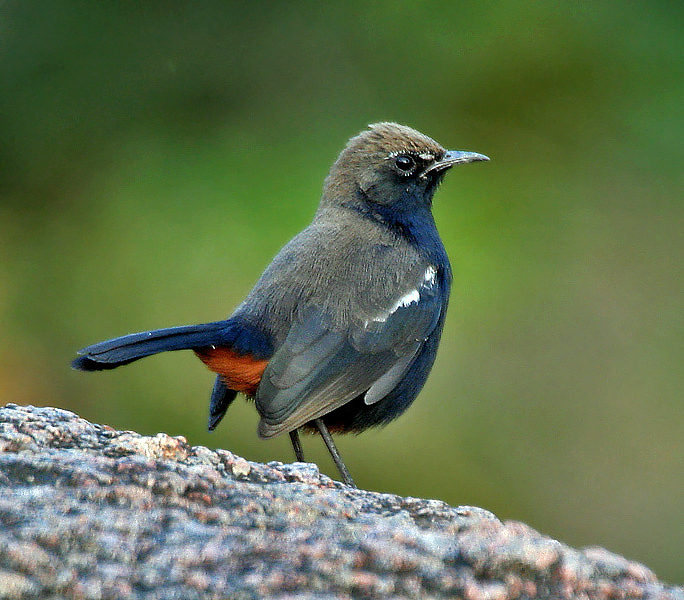
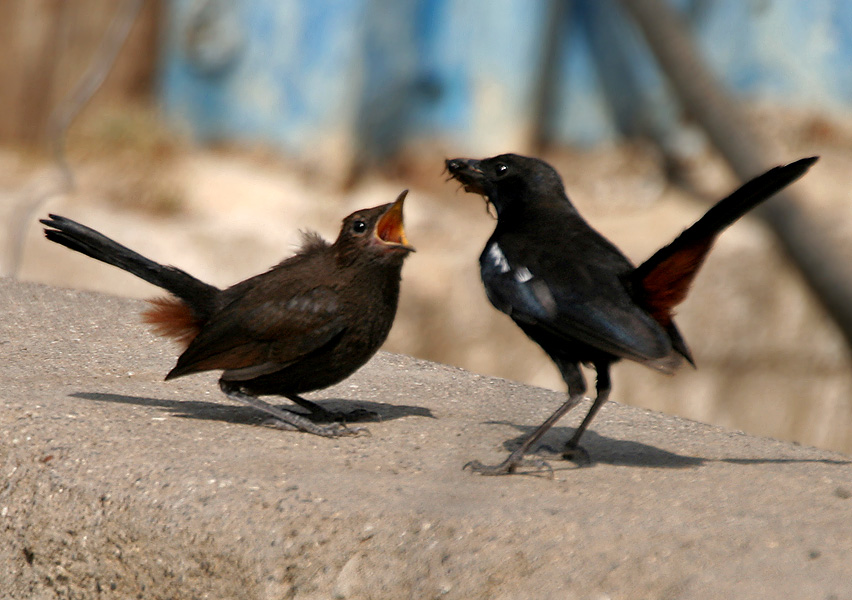
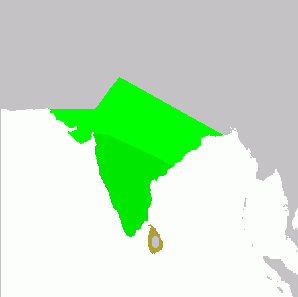